# Kanton Nouvion-sur-Meuse
Der Kanton Nouvion-sur-Meuse ist ein französischer Kanton im Département Ardennes in der Region Grand Est. Er umfasst 32 Gemeinden im Arrondissement Charleville-Mézières. Durch die landesweite Neuordnung der französischen Kantone wurde er 2015 neu geschaffen.

## Gemeinden
Der Kanton besteht aus 32 Gemeinden mit insgesamt 13.899 Einwohnern (Stand: 1. Januar 2022) auf einer Gesamtfläche von 298,38 km²:
| Gemeinde                 | Einwohner 1. Januar 2022 | Fläche km² | Dichte Einw./km² | Code INSEE | Postleitzahl |
| ------------------------ | ------------------------ | ---------- | ---------------- | ---------- | ------------ |
| Baâlons                  | 208                      | 14,72      | 14               | 08041      | 08430        |
| Boulzicourt              | 971                      | 6,65       | 146              | 08076      | 08410        |
| Bouvellemont             | 118                      | 4,31       | 27               | 08080      | 08430        |
| Chagny                   | 172                      | 13,35      | 13               | 08095      | 08430        |
| Chalandry-Elaire         | 726                      | 5,18       | 140              | 08096      | 08160        |
| Champigneul-sur-Vence    | 121                      | 4,61       | 26               | 08099      | 08430        |
| Dom-le-Mesnil            | 1.053                    | 7,99       | 132              | 08140      | 08160        |
| Étrépigny                | 272                      | 4,23       | 64               | 08158      | 08160        |
| Évigny                   | 188                      | 4,33       | 43               | 08160      | 08090        |
| Flize                    | 1.682                    | 25,97      | 65               | 08173      | 08160        |
| Guignicourt-sur-Vence    | 265                      | 9,44       | 28               | 08203      | 08430        |
| Hannogne-Saint-Martin    | 439                      | 4,71       | 93               | 08209      | 08160        |
| La Horgne                | 152                      | 5,27       | 29               | 08228      | 08430        |
| Les Ayvelles             | 859                      | 5,45       | 158              | 08040      | 08000        |
| Mazerny                  | 128                      | 12,30      | 10               | 08283      | 08430        |
| Mondigny                 | 193                      | 5,90       | 33               | 08295      | 08430        |
| Montigny-sur-Vence       | 220                      | 8,24       | 27               | 08305      | 08430        |
| Nouvion-sur-Meuse        | 2.235                    | 9,06       | 247              | 08327      | 08160        |
| Omicourt                 | 43                       | 7,36       | 6                | 08334      | 08450        |
| Omont                    | 72                       | 17,96      | 4                | 08335      | 08430        |
| Poix-Terron              | 892                      | 14,26      | 63               | 08341      | 08430        |
| Saint-Marceau            | 351                      | 4,80       | 73               | 08388      | 08160        |
| Saint-Pierre-sur-Vence   | 148                      | 4,63       | 32               | 08395      | 08430        |
| Sapogne-et-Feuchères     | 516                      | 10,71      | 48               | 08400      | 08160        |
| Singly                   | 137                      | 9,92       | 14               | 08422      | 08430        |
| Touligny                 | 82                       | 7,28       | 11               | 08454      | 08430        |
| Vendresse                | 479                      | 43,22      | 11               | 08469      | 08160        |
| Villers-le-Tilleul       | 238                      | 8,61       | 28               | 08478      | 08430        |
| Villers-sur-le-Mont      | 102                      | 5,30       | 19               | 08482      | 08430        |
| Vrigne-Meuse             | 332                      | 4,44       | 75               | 08492      | 08350        |
| Warnécourt               | 384                      | 5,36       | 72               | 08498      | 08090        |
| Yvernaumont              | 121                      | 2,82       | 43               | 08503      | 08430        |
| Kanton Nouvion-sur-Meuse | 13.899                   | 298,38     | 47               | 0810       | –            |

## Veränderungen im Gemeindebestand seit der landesweiten Neuordnung der Kantone
2019: Fusion Balaives-et-Butz, Boutancourt, Élan und Flize → Flize

## Politik
| Vertreter im Departementrat | Vertreter im Departementrat   | Vertreter im Departementrat |
| Amtszeit                    | Namen                         | Partei                      |
| --------------------------- | ----------------------------- | --------------------------- |
| 2015–                       | Brigitte Loizon Hugues Mahieu | DVG                         |